# 教会カンタータ
教会カンタータ（きょうかいカンタータ、英: church cantata、独: Kirchenkantate）は、主にプロテスタント教会の礼拝用に書かれたカンタータ。オーケストラの伴奏によるコラールとアリアが交互に進行する。1700年以降はレチタティーヴォも付け加えられた。
コラールは祈祷所に集まった民衆もいっしょに歌うもので、歌詞は聖書から取っているものもある。主な作曲家はバッハなど。バッハはライプツィヒ時代に毎週のように教会カンタータを約5年分作曲していたが、現在残っているのは約4年分のおよそ200曲である。
教会カンタータは、特にルター派の教会で発達した。マルティン・ルターは音楽を神からの賜物と捉え、自らも積極的にコラールの制作に関わっている。この宗教的な支柱を基盤に、さまざまな音楽を取り込んで発達してきた。バロック時代に入ると、ハインリヒ・シュッツを代表とする独唱と合唱を組み合わせた「宗教コンチェルト」が盛んになる。これをさらに発展させ、イタリアで普及したレチタティーヴォ、またはダカーポ形式やリトルネロなどをさらに組み入れ、バッハを代表とするバロック後期の教会カンタータへと成長する。一方、ドイツでは少数派の改革派教会では、ジャン・カルヴァンが音楽の重要性を認めながらも、そのある面を警戒しておりジュネーブ詩篇歌を用いたので、大規模で多様な宗教音楽の発展を見なかった。そのため、カルヴァン派の勢力が強くルター派に対する風当たりが強かったケーテンに赴任したバッハは、在任中に教会カンタータを作曲していない。

## 教会カンタータの内容と礼拝の関連性
教会カンタータは、教会での礼拝の番組（式次第）に組み込まれている。礼拝の目的は神の言葉を人々に普及させることにあるため、普及活動の一環として音楽を提供する。すなわち、聖書の朗読と牧師の説教と、教会カンタータの内容は密接に関連している。いうなれば「聖書の言葉を牧師が説明し、聖書の物語を音楽で再現する」と言ってもよい。
このことを、有名なバッハのカンタータ「心と口と行いと生活で(Herz und Mund und Tat und Leben;BWV147)」で例示してみよう。この曲は、教会暦で毎年7月2日に定められた「主の母マリアのエリザベト訪問記念日」のために作られた台本にもとづく曲である。コンサート会場は別として、教会の中にあっては、決してクリスマスや復活祭など他の行事の礼拝で演奏されることはない。それは、礼拝の根幹を成す聖書朗読とカンタータの内容が密接に関係しているためである。
エリザベト訪問記念日には、ルカ福音書第1章の第39節から第56節までが朗読され、牧師はこれに解釈を加えるいわゆる説教を行う。この日に朗読される範囲には、洗礼ヨハネを身ごもっているエリザベトをマリアが訪問してイエスの懐妊を報告すること、報告を聞いた洗礼ヨハネが胎内で喜び跳ねたこと、それを受けてマリアが主に感謝のほめ歌(この歌詞が「マニフィカト」である)を捧げたことが記述されている。BWV147はこの記述を下敷きとし、迫害や偏見を克服して主に感謝を捧げるよう促し、また怯む魂にイエスから助力があることを確信する歌詞で構成される。
一方で、牧師の補足説明作業である「説教」については、牧師の裁量に任されているため、必ずしも説教とカンタータがマッチングするとは限らない。BWV147の場合、朗読聖書の前半部分とはマッチするが、後半のほめ歌とは乖離している。牧師がほめ歌について説教した場合、BWV147では場に相応しくない音楽となってしまう。その場合は、ほめ歌を下敷きとした「わが心は主をあがめ(Meine Seel erhebt den Herren;BWV10)」を用いる。このようにして、同じ教会暦の聖書に対応して多様なカンタータが制作されるのである。
バッハに限らず、バロック後期の音楽家の手で生み出された教会カンタータは、教会暦の聖書に対応した定期カンタータが主体であり、教会暦に関係なく演奏できる不定期カンタータは、婚儀か葬儀のために作曲したものなど一部に限定される。

## 教会カンタータの構成
教会カンタータのみならず、世俗カンタータを含めたカンタータのほとんどは多楽章の作品である。
1700年頃までは、オペラで発達したレチタティーヴォはあまり用いられず、器楽編成や合唱・独唱の交代、テンポの変化などによって楽章を構成した。台本もオリジナルではなく、聖書からマニフィカトや哀歌、雅歌、詩篇などを抜き出してコラールや若干の自由詩を挿入する形式のものが多い。またコラールを一節ずつ変奏していく形式も多く見られた。バッハの「キリストは死の縄目に捕らわれたり(Chirist lag in Todesbanden;BWV4)」が代表例である。
1700年頃から、自由詩を多用する台本が普及し始める。ハンブルクの牧師エルトマン・ノイマイスターが1700年に出版した台本がその嚆矢とされている。ノイマイスターはオペラを規範とした台本を作成し、ハンブルクの音楽監督に提供した。さらにそれを出版してドイツ各地の作曲家にも提供したことで普及した。初期には保守的な牧師から白眼視されたが、作曲家たちは大いに能力を発揮できる台本を受容した。作曲家もまた、イタリアやフランスから最新の音楽や楽器を学び取り、その技法をカンタータに取り込んだ。18-19世紀にバッハのカンタータを愛好した学者の中には、「カンタータは列車である。合唱は機関車、アリアとレチタティーヴォは客車、最後尾にコラールの郵便車」とたとえた人もいる。そのルーツがノイマイスターの台本である。台本は作詞者の意識のほかに、作曲者の好みも反映される。ヴァイマル宮廷の詩人ザロモン・フランクは、バッハに台本を提供したことで知られているが、バッハがケーテンに転出するなり、台本にコラールを盛り込まなくなった。逆に言えば、バッハがコラールを盛り込むことに執着していたことを如実に表している。もちろん、冒頭が合唱とは限らず、いきなりレチタティーヴォで始めてみたり、器楽だけのシンフォニアを持っていたりと、多様性に富んでいる。